# Thyone
Genre
Thyone est un genre d'holothuries (concombre de mer) de la famille des Phyllophoridae.

## Liste des espèces
Selon World Register of Marine Species (18 février 2015) :
- Thyone adinopoda Pawson & Miller, 1981
- Thyone andrewsii (Farran, 1860)
- Thyone anomala Östergren, 1898
- Thyone aurea (Quoy & Gaimard, 1834)
- Thyone avenusta Cherbonnier, 1970
- Thyone axiologa Clark, 1938
- Thyone bacescoi Cherbonnier, 1972
- Thyone benti Deichmann, 1937
- Thyone bicornis Ohshima, 1915
- Thyone bidentata Deichmann, 1941
- Thyone carens Cherbonnier, 1988
- Thyone cherbonnieri Reys, 1959
- Thyone comata Cherbonnier, 1988
- Thyone crassidisca Pawson & Miller, 1981
- Thyone crebrapodia Cherbonnier, 1988
- Thyone curvata Lampert, 1885
- Thyone discolor Sluiter, 1901
- Thyone dura Koehler & Vaney, 1908
- Thyone flindersi O'Loughlin in O'Loughlin, Barmos & VandenSpiegel, 2012
- Thyone fusca Pearson, 1903
- Thyone fusus (O.F. Müller, 1776)
- Thyone gadeana Perrier R., 1898
- Thyone grisea Clark, 1938
- Thyone guillei Cherbonnier, 1988
- Thyone herberti Thandar & Rajpal, 1999
- Thyone hirta Cherbonnier, 1970
- Thyone imperfecta Cherbonnier, 1970
- Thyone inermis Heller, 1868
- Thyone infusca Cherbonnier, 1954
- Thyone joshuai O'Loughlin in O'Loughlin, Barmos & VandenSpiegel, 2012
- Thyone kerkosa O'Loughlin in O'Loughlin, Barmos & VandenSpiegel, 2012
- Thyone longicornis Cherbonnier, 1988
- Thyone micra Clark, 1938
- Thyone montereyensis (Deichmann, 1938)
- Thyone montoucheti Tommasi, 1971
- Thyone neofusus Deichmann, 1941
- Thyone nigra Joshua & Creed, 1915
- Thyone okeni Bell, 1884
- Thyone papuensis Théel, 1886
- Thyone parafusus Deichmann, 1941
- Thyone pawsoni Tommasi, 1972
- Thyone pedata Semper, 1867
- Thyone pohaiensis Liao, 1986
- Thyone polybranchia Östergren, 1898
- Thyone profusus Cherbonnier & Féral, 1981
- Thyone propinqua Cherbonnier, 1970
- Thyone pseudofusus Deichmann, 1930
- Thyone purpureopunctata Liao & Pawson, 2001
- Thyone quadruperforata Cherbonnier, 1954
- Thyone roscovita Hérouard, 1889
- Thyone sinensis Liao & Pawson, 2001
- Thyone sineturra Cherbonnier, 1988
- Thyone spenceri O'Loughlin in O'Loughlin, Barmos & VandenSpiegel, 2012
- Thyone spinifera Liao in Liao & Clark, 1995
- Thyone strangeri Deichmann, 1941
- Thyone tanyspiera Pawson & Miller, 1988
- Thyone theeli Rowe in Rowe & Gates, 1995
- Thyone tourvillei O'Loughlin in O'Loughlin, Barmos & VandenSpiegel, 2012
- Thyone vadosa Cherbonnier, 1988
- Thyone venusta Selenka, 1868
- Thyone vitrea Sluiter, 1901

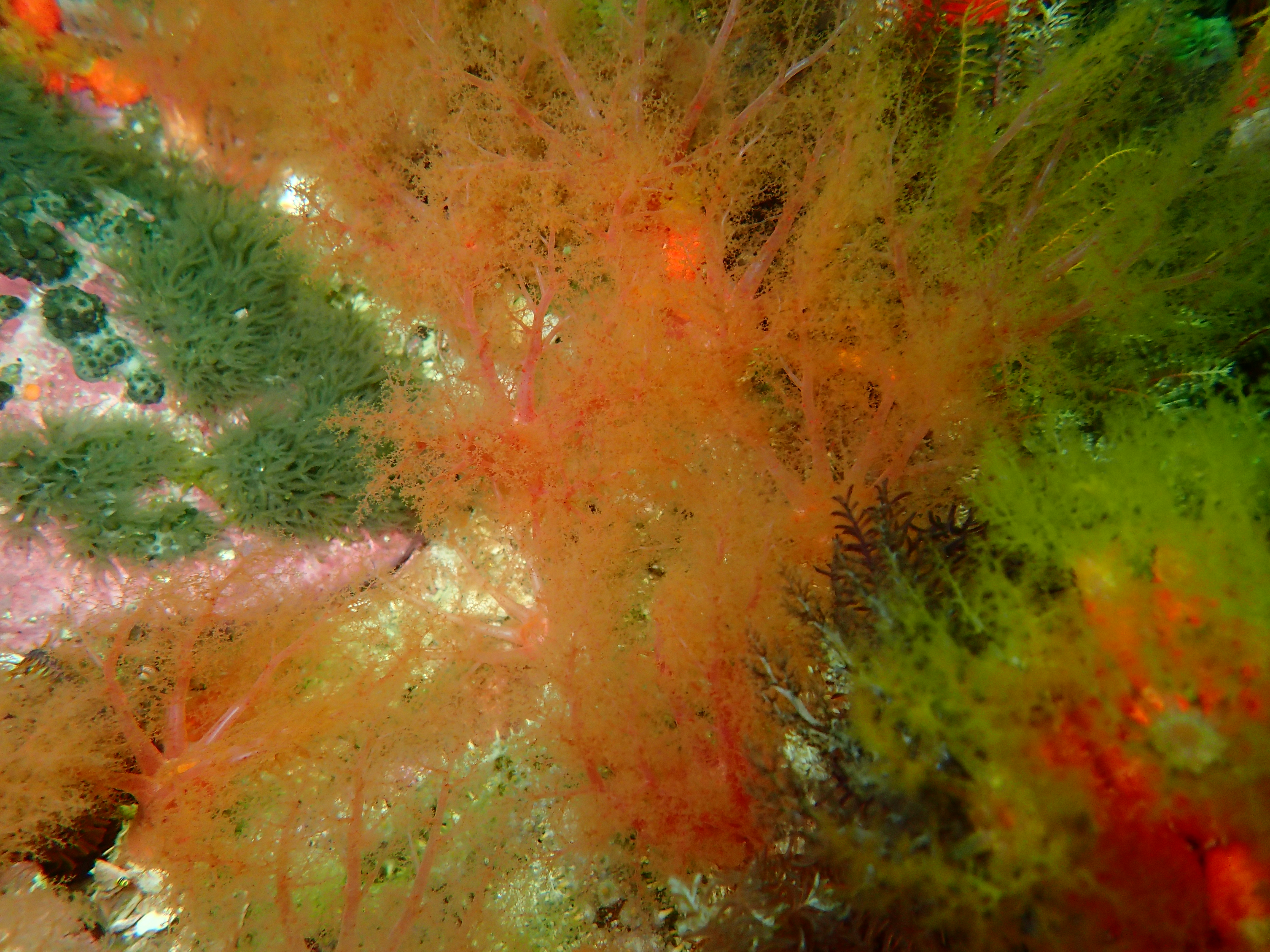
Thyone aurea
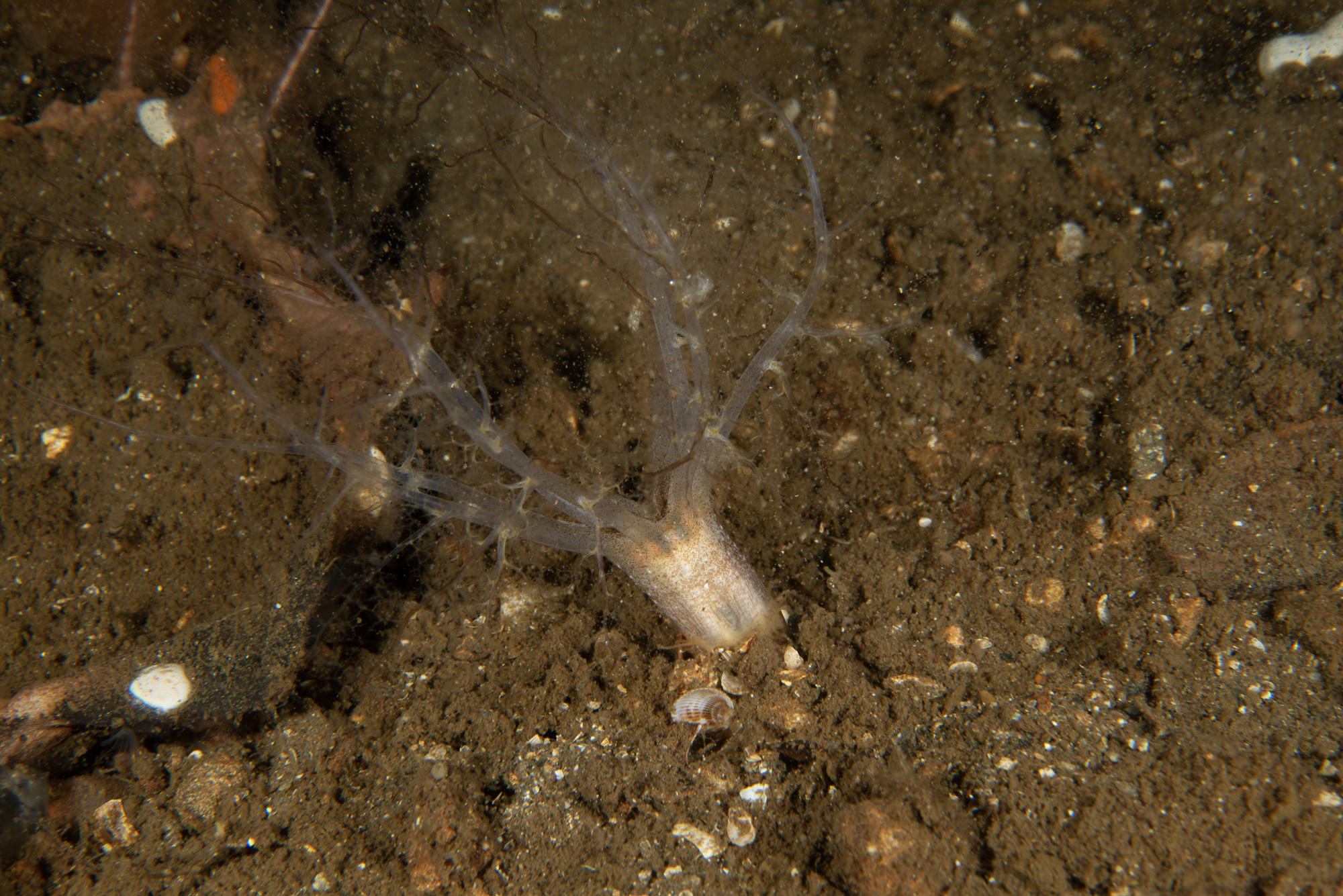
Thyone fusus
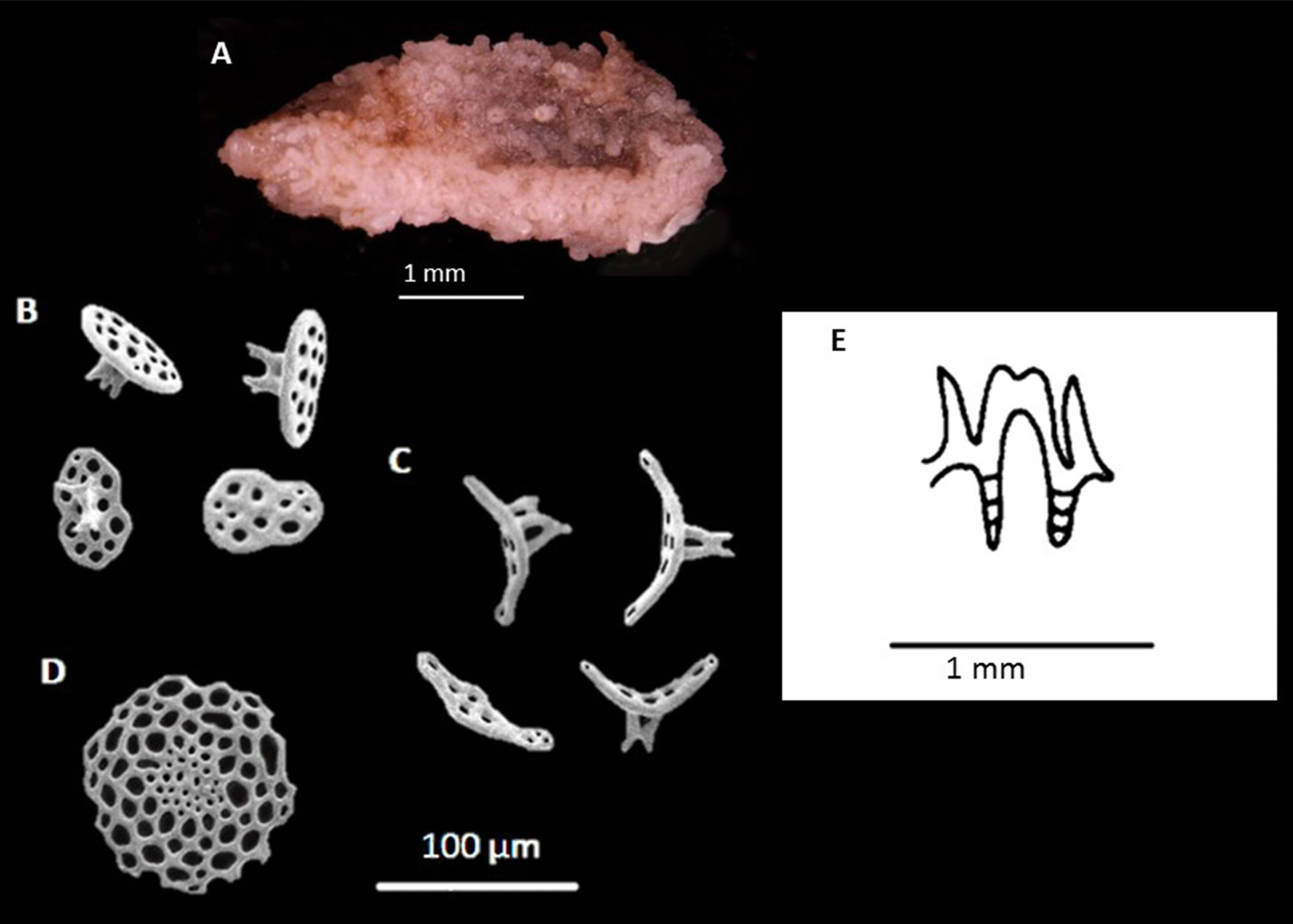
Thyone hirta
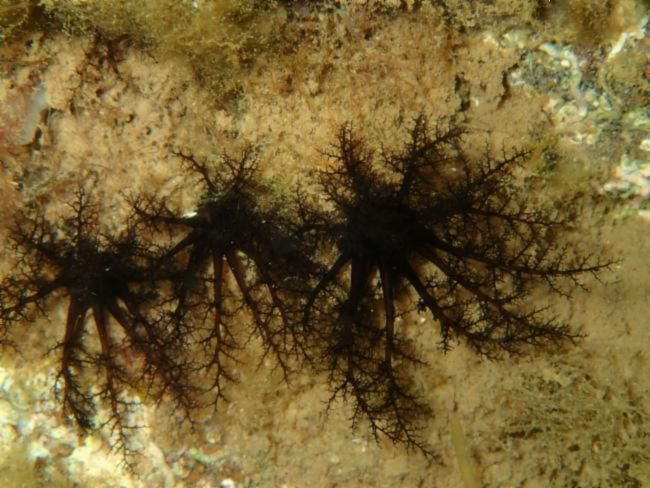
Thyone nigra
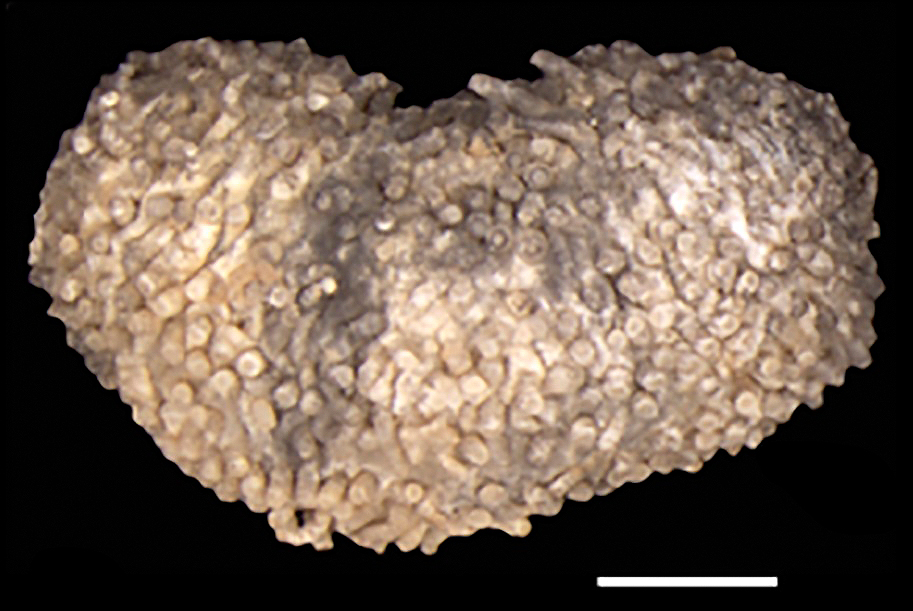
Thyone pawsoni
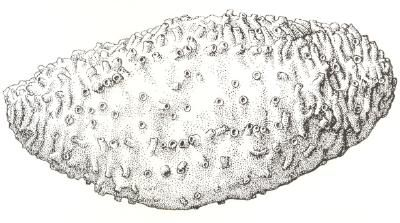
Thyone pseudofusus
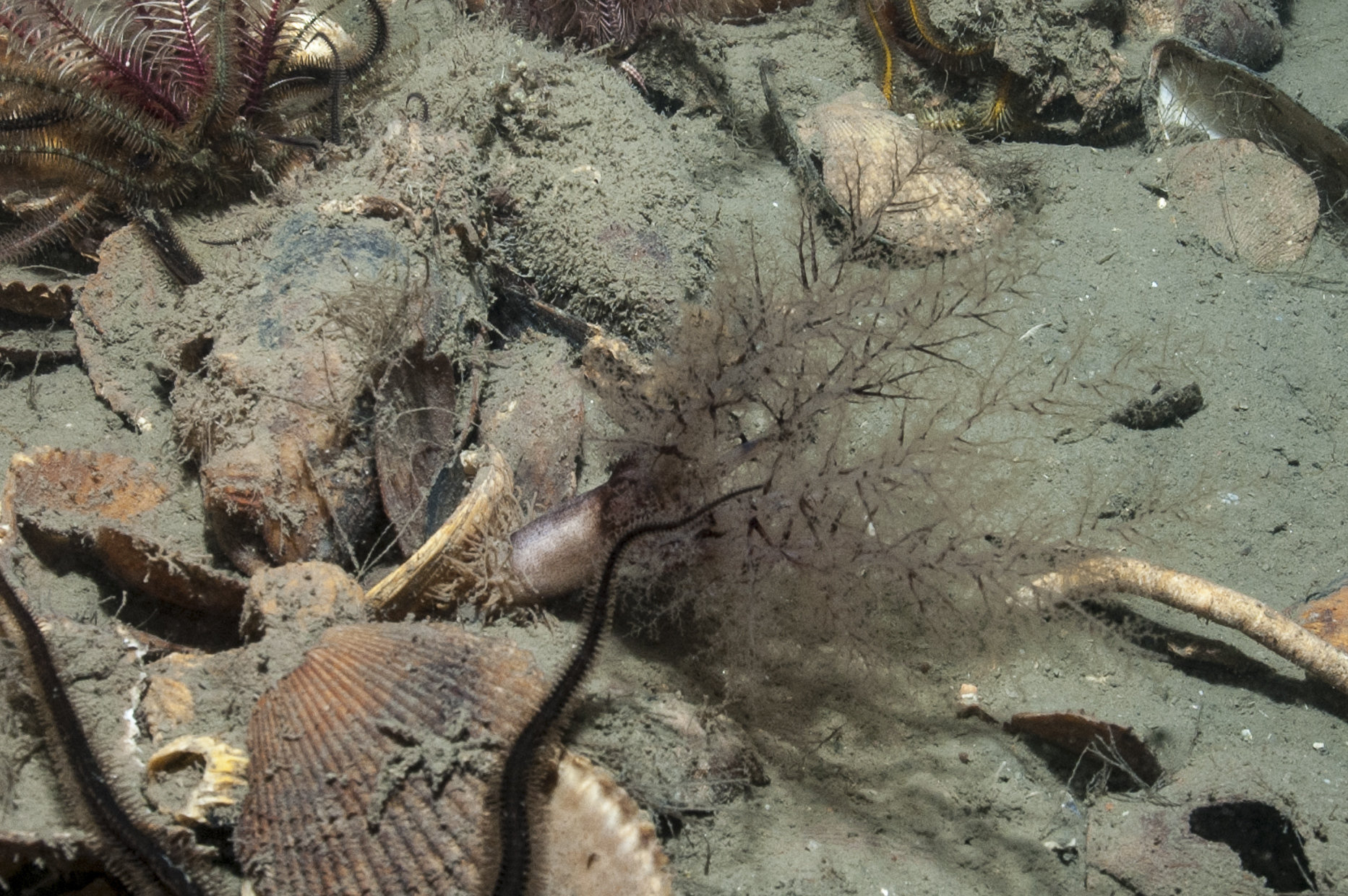
Thyone roscovita